# Szkoła średnia Degrassi
Szkoła średnia Degrassi (ang. Degrassi High) – kanadyjski serial młodzieżowy ukazujący życie kanadyjskich nastolatków.
Serial został wyprodukowany w latach 1989–1991 jako jedna z części Degrassi. Serial opowiada o dalszych losach tych samych bohaterów, będących uczniami liceum.
Serial był emitowany w Kanadzie na kanale CBC oraz we Francji na kanale France 2.

## Obsada
- Sara Ballingall – Melanie Brodie
- Stefan Brogren – Archibald "Archie/Snake" Simpson
- Michael Carry – Simon Dexter
- Irene Courakos – Alexa Pappadopoulos
- Angela Deiseach – Erica Farrell
- Maureen Deiseach – Heather Farrell
- Michelle Goodeve – Karen Avery
- Anais Granofsky – Lucy Fernandez
- Rebacca Haines – Kathleen Mead
- Neil Hope – Derek "Wheels" Wheeler
- Cathy Keenan – Liz O' Rourke
- Pat Mastroianni – Joseph "Joey" Jeremiah
- Maureen McKay – Michelle Accette
- Stacie Mistysyn – Caitlin Ryan
- Siluck Saysanasy – Yick Yu
- Amanda Stepto – Christine "Spike" Nelson
- Duncan Waugh – Arthur Kobalewscuy
- Dan Woods – Mr. Raditch

## Spis odcinków
| Seria 1. (1989-1990) - 1. A New Start (Part 1) - 2. A New Start (Part 2) - 3. Breaking Up Is Hard to Do - 4. Dream On - 5. Everybody Wants Something - 6. Nobody's Perfect - 7. Just Friens - 8. Little White Lies - 9. Sixteen (Part 1) - 10. Sixteen (Part 2) - 11. All in a Good Cause - 12. Natural Attraction - 13. Testing One, Two, Three... - 14. It Creeps!! - 15. Stressed Out | Seria 2. (1990-1991) - 16. Bad Blood (Part 1) - 17. Bad Blood (Part 2) - 18. Loyalties - 19. A Tangled Web - 20. Body Politics - 21. Crossed Wires - 22. The All-Nighter - 23. Home Sweet Home - 24. Extracurricular Activities - 25. Showtime (Part 1) - 26. Showitme (Part 2) - 27. Three's a Crowd - 28. One Last Dance |